# 阿布施塔特
阿布施塔特是德国巴登-符腾堡州的一个市镇。总面积9.66平方公里，总人口4485人，其中男性2226人，女性2259人（2011年12月31日），人口密度464人/平方公里。